# Geria delunaris
Geria delunaris là một loài bướm đêm trong họ Noctuidae.